# Király Tivadar
Király Tivadar (1898 – 1979. július) labdarúgó, edző.

## Pályafutása

### Klubcsapatban
1922 decemberében igazolt az MTE-ből a Vasasba.
A III. Kerületi FC labdarúgója volt.

### Edzőként
1940-ben az FTC ifi edzőjének nevezték ki. 1943-ban az Érsekújvári ELC ifi edzője lett.
1946–48-ban a MATEOSZ, 1948-49-ben a Vasas vezetőedzője volt. A későbbiekben az MLSZ-ben is dolgozott és az utánpótlással foglalkozott. 1955-ben a Békéscsabai Építők edzője volt. 1957-től a Várpalotai Bányászt irányította. 1959-ben kinevezték a Jászberény trénerének. 1962-ben újra Várpalotán lett edző. 1972-ben az ÉGSZÖV MEDOSZ edzéseit irányította.

## Sikerei, díjai
- Mesteredző (1961)